# Алтеа Гибсон
Алтеа Нили Гибсон (25. августа 1927— 28. септембра 2003) била је америчка тенисерка и професионални играч голфа и један од првих спортиста црнаца који су прешли линију боја међународног тениса. 1956. године постала је прва Афроамериканка која је освојила гренд слем титулу (Ролан Гарос). Следеће године освојила је и Вимблдон и Отворено првенство САД у тенису, затим је поново освојила оба, 1958. године, а Асошијетед прес је обе године прогласио женском спортистком године. Укупно је освојила 11 гренд слем турнира: пет наслова појединачно, пет титула у дублу и један наслов у мешовитим паровима. Гибсон је примљена у Међународну тениску кућу славних и Међународну женску спортску кућу славних. „Она је један од највећих играча који су икада живели“, рекао је Боб Риланд, данашњи тенисер и бивши тренер Винус и Серене Вилијамс. „Мартина Навратилова није могла да је додирне. Мислим да би победила сестре Вилијамс.“ Почетком 1960-их постала је и прва играчица црнаца која се такмичила на женској професионалној голф турнеји.
У време када су расизам и предрасуде били широко распрострањени у спорту и у друштву, Гибсон су често упоређивали са Џекијем Робинсоном. „Њен пут до успеха био је изазован“, рекла је Били Џин Кинг, „али је никада нисам видела како назадује“. „Свакоме је била инспирација због онога што је могла да уради у време када је било изузетно тешко уопште играти тенис ако си црнац“, рекао је бивши градоначелник Њујорка Дејвид Динкинс . „Част ми је што сам кренула тако великим стопама“, написала је Винус Вилијамс. „Њена достигнућа поставила су основу за мој успех, а преко играча попут мене и Серене и многих других који долазе, њено наслеђе ће живети даље.“